# 堀米雄斗
堀米 雄斗（ほりごめ ゆうと、1999年1月7日 - ）は、日本のスケートボード選手。東京都江東区出身。三井住友DSアセットマネジメント所属。一般社団法人ワールドスケートジャパン登録選手。スケートボード日本代表。2021年開催の東京オリンピック スケートボード男子ストリートの初代金メダリスト。2024年開催のパリオリンピック スケートボード男子ストリートの金メダリスト。

## 経歴

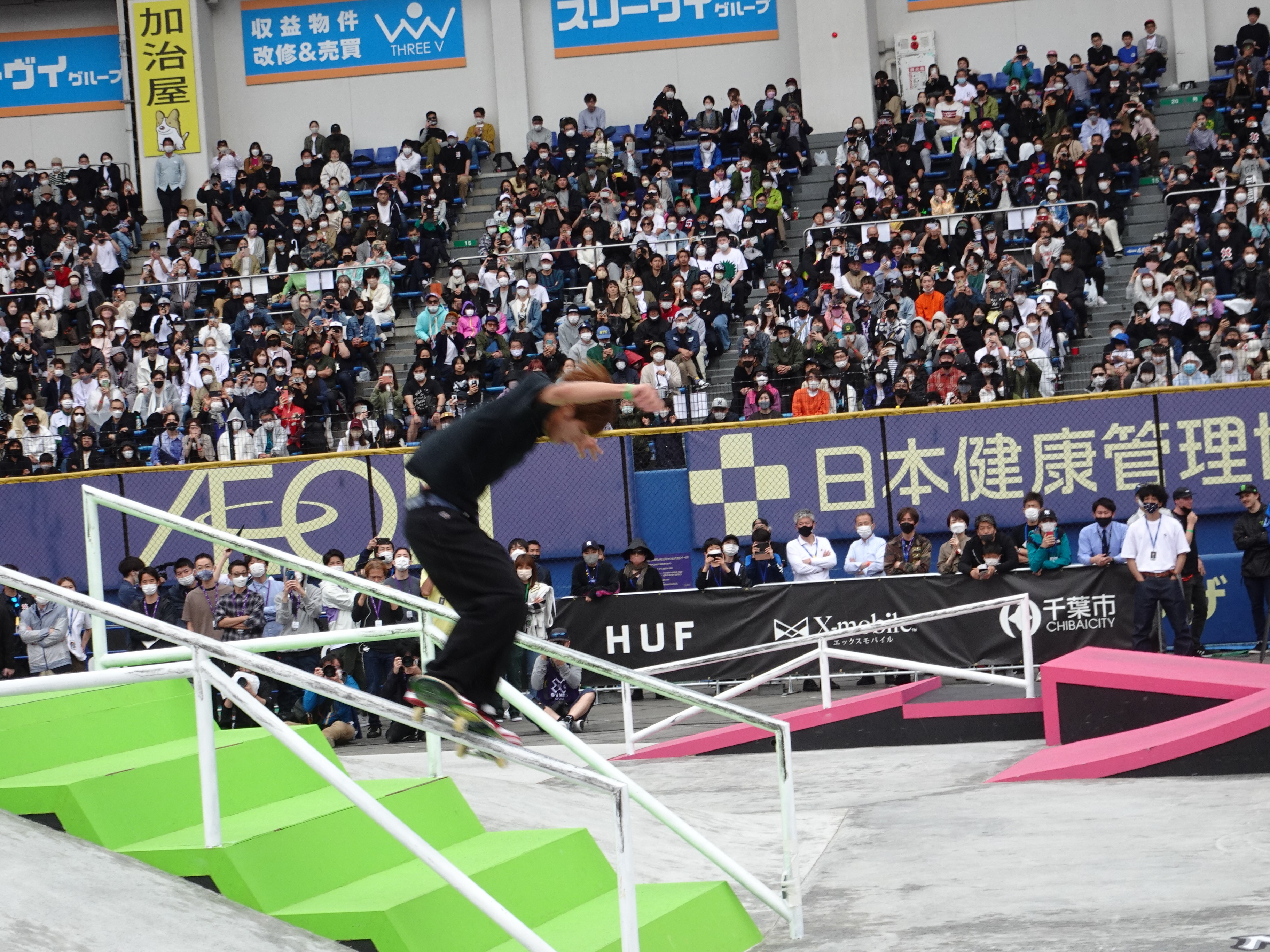
技を披露する（2022年4月24日撮影）

東京都江東区出身。江東区立東砂小学校、江東区立砂町中学校卒業。
6歳の時、タクシー運転手として働く傍らスケートボードをしていた父・亮太と大島小松川公園でスケートボードを始めたことをきっかけに競技を始める。
10代前半の頃には国内トップ選手として活躍。当時の堀米を知る競技関係者は「普通の小学生と違った。彼は人をまねるのではなく、自分から人と違う技、誰もできないような技に挑んでいた」と話す。また、小学生の頃から海外大会への参加を行っていた。
2014年・2015年には2年連続で日本スケートボード協会（AJSA）年間グランドチャンピオンに輝く。
2016年には「スケートボードの本場で活動しないと注目してもらえない」との思いから活動拠点をアメリカ合衆国・ロサンゼルスに移す。
2017年のスケートボードの世界最高峰プロツアー「ストリート・リーグ」では準優勝を果たし、2018年にイギリス・ロンドンで行われた同大会では日本人初の優勝を遂げた。彼の演技は「エフォートレス（力みがない）」と評され、人気を博していた。
2019年5月には、2020年東京オリンピックから正式な種目に加わるスケートボードの強化選手として選ばれる。
同年11月には、中村輪夢、五十嵐カノアらと『JAPAN ACTION SPORTS AWARDS 2019』を受賞。
2021年7月25日に2020年東京オリンピックスケートボード男子ストリートにて金メダルを獲得。同年、紫綬褒章受章。
2021年のインタビューでは、「自分の仕事、職業として意識するようになったのは、2016年にアメリカに来てからです。ずっとシェーン・オニールやポール・ロドリゲスなどのスターに憧れていて、彼らと同じ最高峰のプロツアー『ストリートリーグ』に参加することが夢でした。最初のころはまったく結果が出なくて自信をなくしていましたが、2017年にストリートリーグの下部リーグの大会で1位になり、ようやく自分もプロとして戦っていけるんじゃないかと思えるようになりました」と語った。
東京オリンピック スケートボード 男子ストリートにおいて金メダルを獲得した功績を称え、2021年11月10日、東京都江東区の都営新宿線東大島駅大島口前に記念のゴールドポスト（第10号）が設置された（ゴールドポストプロジェクト）。
2022年3月までは所属先をXFLAG（ミクシィ社）としていたが、同年4月1日付で所属先名をMIXI（同社）に変更。
2024年4月18日からは三井住友DSアセットマネジメントに所属変更した。
2024年7月に開催された2024年パリオリンピックでは男子ストリートで奇跡の大逆転の末、金メダルを獲得し、オリンピック2連覇を成し遂げた。
同年、紫綬褒章飾版受章。

## 人物
- 自身の部屋にカビゴンのぬいぐるみを置いており、過去に獲得したメダルをそのぬいぐるみに掛けている[26]。試合後の記者会見で、パリオリンピックの金メダルもかけたいと話している。
- 東京オリンピックで金メダルを獲得した際、アルビレックス新潟所属のサッカー選手、堀米悠斗（漢字1文字違い、読み同じ）のTwitterでフォロワー数が急増する事態が発生した。その後堀米悠斗はインターネット上でスケートボードを購入した[27]。堀米雄斗はフジテレビ系ニュース番組『イット!』内で「機会があれば自分のスケートボードをプレゼントしたい」と明かした[28]。
- 米・人気ラッパーのリル・ウェインと交流があり、ミュージック・ビデオの撮影にも参加している[29]。

## 主な戦績

### 2014年
- 日本スケートボード協会（AJSA） - 年間グランドチャンピオン

### 2015年
- 日本スケートボード協会（AJSA） - 年間グランドチャンピオン

### 2017年
- PHX AM 2017 - 2位
- STREET LEAGUE SKATEBOARDING BACERONA - 3位
- STREET LEAGUE SKATEBOARDING MUNICH - 2位
- DEW TOUR 2017 - ストリート部門3位、チーム部門BLINDチーム優勝
- OI STU OPEN 2017 - 優勝

### 2018年
- DEW TOUR 2018 - 優勝
- X-GAMES - ４位入賞
- Street League WORLD TOUR London PRO OPEN - 優勝
- Street League WORLD TOUR LOS ANGELES - 優勝
- Street League WORLD TOUR Huntington Beach - 優勝

### 2019年
- X-GAMES @Shanghai 3位
- Street League World Tour @Los Angels - 優勝
- X-GAMES Mineapolis - 優勝
- International Skateboarding Open @Henan - 優勝
- Street League Skateboarding Worldchanmpionship @Sao Paulo - 準優勝
- Stu Open @Rio de Janeiro - 5位

### 2021年
- Dew Tour 2021 @Des Moines - 準優勝
- World Championship @Rome - 優勝
- 2020年東京オリンピック 男子ストリート - 金メダル

### 2022年
- X-GAMES Chiba - 優勝
- Street League World Tour @Jacksonvill - 優勝
- X-GAMES California- 3位
- Dew Tour 2022 @Des Moines - 2位
- Street League World Tour @Seattle - 優勝

### 2023年
- Tampa Pro 2023 - 優勝
- UPRISING TOKYO - 優勝
- X-GAMES California- 優勝

### 2024年
- 2024年パリオリンピック 男子ストリート - 金メダル

## 受賞歴
2021年
- 第38回 ベストジーニスト 協議会選出部門・グローバル特別賞

2024年
- GQ MEN OF THE YEAR 2024 ベスト・アスリート賞

## 出演

### 音楽特別番組
- 第75回NHK紅白歌合戦（2024年12月31日、NHK総合・ラジオ第1） - ゲスト審査員[32]